# おせん
『おせん』は、きくち正太による日本の漫画。講談社『モーニング』で連載された後、掲載誌を同社『イブニング』に移し連載を再開したが、後述のテレビドラマ開始直後から告知なしの休載となった後、2008年11月25日発売の24号より連載を再開し2014年6月10日発売の13号にて完結した。この際に『真っ当を受け継ぎ繋ぐ。』のサブタイトルがつき、単行本の巻数も1巻から再スタートされている。2022年8月19日からは出版社を幻冬舎コミックスに移し、ウェブコミック配信サイト『comicブースト』にて新章『おせん―和な女―』が開始。
和食のグルメを題材としている。2008年4月から日本テレビにて連続テレビドラマ化された。詳細は#テレビドラマを参照。

## 概要
老舗料亭「一升庵（いっしょうあん）」を舞台に、旅館の跡取りで修行を兼ねた奉公のために大学卒業後ここに勤めることとなった青年と、そこで寝食を共にしながら超一流の味ともてなしを提供する従業員、加えて普段は天然の飲兵衛姉さんだが天才的な美的感覚で料理から書・陶芸までもをこなす女将の「おせん」こと半田仙が中心となって繰り広げるグルメ人情ドラマ漫画。時代は現代（概ね2000年代）ながら、下町の風情にいなせな職人気質の大工や極道の親分さんなど一癖も二癖もある登場人物も多く、その一方で美食から家庭で楽しめそうな食道楽の話題までもを扱う。
主題となっているのは日本の伝統文化で、グルメだけに限定されないストーリー展開となっている。

## 主な登場人物

### 一升庵
半田 仙（はんだ せん）
本作の主人公。通称「おせん」。老舗の料亭「一升庵」の女将を務めており、「笠置の弁天桜」との異名を持つほどの美貌でファンも多い。普段は客あしらいを主としているが、時には自ら板場に立って包丁を振るうことも。さらには店の食器や看板を自作したり、野菜を自家栽培したりと、とことん店のため、人のために尽くし、その人や物に対する思いやりを根幹とした美意識から生み出される代物はいずれも超一級品である。それも全ては母親のスパルタ教育による賜物とも言えるが、本人はそれをごく自然に受け止めている。とはいえ、過去の厳しい躾に対する記憶から母親は大の苦手である。
日頃はどこか抜けた性格で、いわゆる「天然ボケ」で何かと奇行も多く、純真なのかいまだサンタクロースの実在を信じて疑わない。物や日本文化に対する造詣が深い数寄者だが、一方で一般常識が欠落している部分も多い。大の酒好きで酔い上がりの朝風呂の後にまた酒を欲しがるほど。何かと理由を付けて飲みたがる飲兵衛である。
一人称は「わっち」。「…でやんす」といった口調で、よく食材や料理・道具などの物品を「さん付け」する。
『和な女』ではとある事情から貫井坂の小料理屋「すい仙」の女将を務めている。
また、同作者の『あたりまえのぜひたく』等いくつかの作品内において度々背景にカメオ出演している。
半田 千代（はんだ ちよ）
おせんの母で、「一升庵」の大女将（先代女将）。隠居後は、伊豆でライター業を営んでるようだが詳細は不明。女将を引退した後もその影響力は非常に強く、千代が帰ってくる度に一升庵だけでなく町全体に緊張感が走り、千代詣（町人ら持ち寄りによる歓待の宴会）が始まるのが常。本人は娘のおせんとは違って料理や工芸等は一切できないが、とても厳しく妥協の無い美意識を持っており、千代によって才能を認められた者の中には、人間国宝などその道では知らぬものは居ないと言われるほどまでに出世した者も少なくない。それまで伝統的な料亭として名の通っていた一升庵がさらに広くその名を知られるようになったのも、ひとえに千代が若女将になってからの指導によるものである。若い頃はかなりの美貌をもち、江崎曰く「おせんさんもまっ青」。
なお「おせん」の連載誌にて、新たに半田千代を主人公としたスピンオフ作品「一升庵大女将渡る世間にもの申す」の連載も開始された（途中より「おちよさん」と改題）。担当の若い編集者との食文化のやりとりがストーリーだが、きくち正太の現代食に関するアンチテーゼがメインテーマとなっている。
江崎 ヨシ夫（えざき ヨシお）
通称「グリコ」。実家は山梨で旅館を営んでおり（ただしその規模は「民宿に毛が生えたようなもの」と語っている）、父親の縁で修行も兼ねて一升庵の帳場係として住み込みで働くことになる。本編の語り部的な立場として独白シーンも多い。標準的な現代的若者として伝統分野の物事に対する知識が乏しく、一升庵に来て初めて知ったことが多く、そうして得た知識を周囲に得意げにひけらかすこともしばしばなお調子者なところもある。基本的に優しい性格で一升庵を取り巻く人々の複雑な人間関係に共感・同情することも多く、そのせいか周囲の人達からはそれなりに信頼されているようである。
仕事がら、おせんと行動を共にすることが多いが、おせんの懐具合を顧みない豪快な骨董買いやら、荷物持ちから運転手までさせられる人使いの荒さ（おせん本人は自覚無し）やら、主におせんの言動が原因によるおせんファンからの嫉妬（もちろん当人に自覚はない）やら、と苦労が堪えない。
『真っ当を受け継ぎ繋ぐ』最終章にて実家の旅館を継ぐ決意を固め、後任が見つかり次第一升庵を去ることになった。
藤城 清二（ふじしろ せいじ）
一升庵の板長。誰もが認める腕前の包丁人であり、仕事に厳しくも普段は温和な人柄から板場の皆から尊敬されている。しかし、その身体には刺青が刻まれてあり、服役経験のある前科持ちと過去の経歴に影を落としている。おどけた言動の多い一升庵の面子の中でも取り分け無口で真面目なキャラとしてのポジションを確立しているが、一升庵を訪れた江崎の彼女や人気女優を覗きに行くなど、時折お茶目な一面も見せる。
プロ野球観戦が好きらしく、「札幌ベーコンズ」という贔屓のチーム（架空）が日本シリーズに進出した時は仕事そっちのけでテレビ観戦していたことも。また海釣りも好きで、夏休みには離島などに出掛けて大物を狙ってくる。
贔屓のチームや、後輩の結婚式に札幌へ行く描写などから、北海道との縁が伺われる。
『和な女』では一升庵板長を辞し、かつての修行先の恩人が開いたシンガポールの日本料理アカデミーで講師を務めている。
竹田 留吉（たけだ とめきち）
高校を中退して一升庵の板場で二番板として働いている。鹿児島出身。板場では「留（トメ）」、後輩や仲居衆からは「留さん」と呼ばれている。ぶっきらぼうで喧嘩っ早いが上下関係には厳しく、目上の立場の人間にはしっかりと従っている。すぐに下ネタを連発するので女性陣からは距離をおかれており、それ故に女性にモテない。他人の恋愛話を聞くと冷たくあしらったり、逆に失恋話を聞くと優しくなったりと感情の起伏が激しい人物である。ちなみに、性格とは裏腹に料理のセンスと腕前は鍛えられた確かなものであり、作中で数回見事な腕前を披露しており、それに慢心することなく腕を磨き続けている。一度見初めた女性（ハル）にプロポーズしかけるが、別の男性と結婚する事になったのを知るや、プロポーズ用に用意していた花束をお祝いだと言って贈り、それを見ていた江崎はあんた男だ、と涙した。
『和な女』では清二の後を受け板長を務めている。
健太（けんた）
同じく板場要員。追い回し（主に雑用を担当）で板場では一番格下。背も低く童顔なので、周りからは「健坊」と呼ばれている。一升庵とは100年以上の交流がある水戸の老舗料理店「山水」の跡取り息子。料理学校を卒業した後、修行のために一升庵で勤めることとなり、その際に父親から貰った自分の銘入りの柳葉包丁を宝物にしている。お調子者でおしゃべりな性格で、留吉とはよく子供っぽい喧嘩をしている。お調子者な性格から生半可な腕前を披露し失敗したこともあるが、失敗に気付いて深く悔恨するなど料理に対する姿勢は真摯なものがあり、板場では出汁加減において信頼を勝ち得ている。
『和な女』では修行を終え、「山水」の若旦那となっている。
浅井 シズ（あさい シズ）
仲居達を束ねる仲居頭。おせんが生まれる前から一升庵に勤めており、現役の従業員の中ではもっとも古株である。そのため、周囲の人間関係に何かと詳しい。昔はかなりの美人だったのだがその面影は残っておらず、頭身すら変わっており、江崎曰く「どこか異次元の穴に落っこちた」と表現するほどの変容ぶりである。千代とは付き合いが長いので、「シズさん」と彼女に敬称付けで呼ばれる数少ない人物である。妙齢の一人娘静子がおり、未婚のまま彼女が1人で育て、作中で結婚した。
同作者の『瑠璃と料理の王様と』ではスターシステムで魯山人の女中頭として出演している。
玉ちゃん（たまちゃん）
一升庵の仲居の1人。実家は有名作家も贔屓にしている鳥料理の名店「玉よし」。家族想いな性格で、突然に亡くなった父親を想い起こして涙し、夜を徹して料理に取り組む兄を心配していた。「玉ちゃん」は皆から呼ばれるあだ名で、フルネームは不明。
テル子（テルこ）
一升庵の仲居の1人。実家は秋田の農家で米を栽培しており、野良着を着て手伝いをしている時は口調もお国言葉に戻ってしまう。彼女が藁を用いて炊くごはんは絶品である。留の下ネタなどに、よく過激なツッコミを入れる。
冬子（ふゆこ）
一升庵でお燗番（日本酒などをお燗する役目）として働いている、きくち正太の作品によく出てくるタイプのメガネの女性。
実家は新潟にある日本酒の蔵元「三ツ矢酒造」。千代が昔旅行した際に、杜氏をしている冬子の祖父と意気投合したのが縁で、料理の勉強に上京した冬子が一升庵に入ることとなった。千代曰く、一升庵の金ヅルならぬ「酒ヅル」。
『和な女』ではおせんが一升庵を去った後の新しい女将として働いている。
江崎 ヨシ子（えざき ヨシこ）
江崎ヨシ夫の妹で専門学校生。通称「ペコちゃん」。地元短大を卒業後、調理師や経営の勉強をするために上京。寮に入る予定だったが、心細さと門限の厳しさから兄を頼って一升庵に住みこみのバイトとして働くこととなる。
良くも悪くも「今どきの女の子」で、料理に糸クズが入っていたことに腹を立てた客にくってかかったり、実家の旅館をプチホテルに改装する野望を秘めていたり、結婚相手の第1条件を財産（しかも1億円以上）とするなど、周囲を振り回してはそれを楽しんでいる。

### すい仙
すもも
『和な女』から登場した清二と君香の娘。１０歳の小学生。
おせんを「おっかさん」と呼び、普段は店のちい女将として店の手伝いをしつつ、彼女や周りの大人たちから学んだ知識を披露している。
荒井 光治（あらい こうじ）
『和な女』から登場。おせんに弟子入りした青年。おせんからの呼び名は「チュウ」。
元は地元の水戸で創作料理店の料理長をしていた。東京の「グリル・ド・玉木」へと店を移る際、顔見知りだった健太とたまたま客に来ていた河村の紹介で「すい仙」を訪れたことを機に、付き合っていた彼女との別れとグリル・ド・玉木での器への考え方から迷いを振り切り、おせんへと弟子入りする。

### 珍品堂
珍品堂（本名不詳・ちんぴんどう）
日本の古陶器を中心に扱う古美術商で一升庵の馴染み。朴訥な性分でぶっきらぼう、江崎のことはモノを知らない若造だとみなしている一方、美を学び、楽しむことができる人間だという点は認めている。基本的に問われれば言葉少なに真髄を語るため、江崎が美術品に対する知識を得る上で重要な立場にいる。知る人ぞ知る古陶器の専門家で美術館や学者が真贋に困る古陶器の鑑定も任されるほどの一流だが、おせんの陶器に対する審美眼を高く買っている。バツイチで普段は男の寡暮らしだが、一升庵で仲居の尻をなでるなど存外軟派な一面がある。子供時代のトラウマからタコが苦手。
別れた妻の美紀子や娘の小染とは２０年来疎遠だったが、作中でおせんの仲立ちにより娘の結婚行列へと参加。『和な女』で孫の幽鬼を伴っていることから関係をある程度修復した模様。
『和な女』では白髪頭になった姿で登場している。
戎 真子（えびす まこ）
日本橋の骨董店「戎堂」の娘。戎堂店主と珍品堂店主とは修業時代の馴染みで、その縁で珍品堂に弟子入りする。他人の住居などを一瞥しただけで当人の好みを見出す天才的な才能を持つが、自身の好みが存在していない。江崎の何気ない振る舞いに自分にはない美を楽しむ価値観を見出し、またその真面目で優しい性格にふれ、惚れる。マイペースで一途な性格から、周囲を振り回すこともしばしば。
親から見合いを勧められ、止められることを期待して江崎に相談するも、逆に薦められ失意の涙を流す。 第二幕（真っ当を受け継ぎ繋ぐ。）にて一升庵にて見合いにいたるも、おせんとの約束を守れずに相手の素性を知って逆上した江崎に見合いを阻止されて破談となる。
その後も江崎を慕い続け、最終章にて一升庵を去る事になった彼からプロポーズを受けた。
幽鬼（ゆうき）
珍品堂の孫に当たる少年。父親似の髪の色で眼鏡をかけている。
幼いながら珍品堂の仕事にも同行しており、祖父と共に「すい仙」へと通った際に見つけた品をすももへとプレゼントしていた。
好物は卵焼きや栗ご飯。

### 日吉組
龍五郎（たつごろう）
鳶職集団「日吉組」の親方。妻は他界し娘も大きく育って好々爺となっているが、かつての男っぷりは健在で、気風の良さは天下一品、地域の尊敬を集めている。「余分な銭と人の未練は年を越しちゃあいけねぇ」が口癖で、粋人。
純（じゅん）
日吉組の若頭。気風がよくまっすぐだが、おせんへ崇拝に近い感情を抱いており、過去にストーカー騒動があった際には、とっ捕まえたストーカーの尻穴めがけ鳶口（材木を引っ掛けるための道具）を打ち下ろしたという恐ろしげな武勇伝がある。乱暴な性分だが、根は優しい。作中で結婚した妻である富子のことは「ブス」と呼ぶが威勢の良さを惚れ抜いており、口べたが災いして喧嘩をしても仲直りしたくて気をもむこともしばしば。
江崎との付き合いも長く、もっとも親しい友人の１人である。
作中で生まれた娘の百合を溺愛している。
河村ヒトシ（かわむら－）
日吉組若衆の筆頭で純に継ぐ地位にいると思われる（描写より判断）。越後湯沢出身。江崎ヨシ子に一目惚れし、ヨシ夫のことを（勝手に）義兄と呼んでいる。
シゲ
日吉組の若い衆の一人。『和な女』から登場。フルネームはは松田茂樹（まつだしげき）。身長１９０ｃｍの巨漢。
純（と千代）に「すもも（とおせん）に変な虫を近づけるな」という命を受けてチュウを見定める役目をしている。
山形県酒田市出身で漁師の家の三男坊。県魚であるサクラマスに並々ならぬ拘りを見せる。
幼いころに兄二人によるいたずらを受けたことで山葵を苦手としている。

### 木下クッキングスクール
木下 秀雄（きのした ひでお）
木下クッキングスクールの経営者で校長。
パンフレットが刷り上がってからおせんに講師をお願いしに来るなど、ちゃらんぽらんな性格だが、締めるべきところではきちんと締める。
桜井 三千子（さくらい みちこ）
木下クッキングスクールの売れっ子講師。テレビ番組にも多数出演。最新調理器具を使ったお手軽スピード料理がウケている。
いかに素早く手軽に作るか、を信条にしていたが、おせんとの料理対決以降は宗旨替えし、食べ物の味と食べる人のことを考え、最新調理器具と伝統料理との融合をめざす。
北島 マユミ（きたじま マユミ）
フードショップのコーディネータ。外交官の娘で海外生活が長く、ニューヨークを拠点に世界各地で活躍している。
スローライフ、スローフードにも造詣が深く、日本の食文化に否定的。が、それは幼少時の食生活のトラウマによるものだった。

### その他
原口（はらぐち）
雑誌の編集長で一升庵の馴染み。雑誌のネタに困ると一升庵を訪れる。
貧乏の子だくさんな家庭に育った貧しい少年時代の反動から食道楽の大食をし、念願の食べ物雑誌『グルメ天国』を立ち上げたが、不摂生が祟って糖尿病を患う。おせんの働きかけもあって低カロリーの美食に開眼。健康を回復すると共に健康食としての伝統的な美食にも注目し、新雑誌『磨きをかけた食卓』を立ち上げる。
平田 美也（ひらた みや）
会席割烹「平原（ひらげん）」の花板。浅草生まれで実家が寿司屋。先代の息子の嫁で、大衆食堂だった店を引き継ぎ会席割烹に変えた。
当初はおせんをライバル視していたが、その料理や思想に触れ、その後は友好な関係を築いている。
料理人の弟がおり、その弟が店を構える時のトラブル解決にもおせんの力を借りている。
荒井 君香（あらい きみか）
三味線の師匠。美貌だが、男運がない。酒乱で酒が入ると暴れることがあり、地元からは「地獄の君香姉さん」と呼ばれ恐れられている。しかし芸事の腕は確かで、その歌は聴く者を魅了する。過去に清二とのロマンスがあったが、脛に傷を持つ清二が身を引いてしまったのが荒れた原因の模様。
『真っ当を受け継ぎ繋ぐ』後に清二と寄りを戻し、一人娘のすももを授かる。自宅が都の再開発に引っかかったのを機に自らの夢だった小料理屋をおせんプロデュースで作ることを持ち掛け、後に出来た店が「すい仙」となった。
『和な女』の作中4年前、すい仙の開店を間近に控えたある夜に脳溢血を発症しそのまま帰らぬ人となる。
荒井 君夫（あらい きみお）
君香の実の兄。「恐怖の君夫兄さん」と呼ばれ、かつては純、清二と3人で「笠置の三すくみ」として地元の男衆に恐れられていた。
10年前にふらりと家を出てそのまま行方知れずになっていたが、君香に詐欺を仕掛けようとする地面師の噂を聞きつけて帰郷。
おせんや清二、純たちの協力を得て被害を防ぐために尽力した。
『和な女』では君香の葬儀で登場。涙ながらに清二とすももに清香の死を謝り続けていた。
山口 加夜（やまぐち かよ）
有名下着ブランドのデザイナー。比類なき美意識とセンスを持つが、それだけに仲間に求める才能も尋常ではなく、それが理由でトラブルになることもしばしば。トップモデルに伍するほどのスタイルと着こなし術を心得ている（本人いわく、自分の作品の観せ方は自分が一番心得ているとのこと）。
おせんとは歓迎会の席で知り合い、縁側気分の良さを知る。料亭「辻村」の若女将と知り合い。
赤木 光一（あかぎ こういち）
老舗洋品店の若旦那にしてやり手銀行マン。大家族の長男ですいとんの味にうるさい。何かにつけて独断専行するタイプで、当初は結婚後の予定も結婚相手に相談せずに決めていた。茶道の師範であるスミ子に一目ぼれし、猛アタックの末にハートを射止めた。
スミ子（スミこ）
下町の長屋で茶道・華道を教えていた女性。おっとりした性格で、言葉遣いも周囲よりゆっくり。光一の求婚に応えた。一人っ子のため、家族団欒に飢えていた。かなり下品な洒落を披露したがる。
お多福のオヤジ（おたふくのオヤジ）
一升庵メンバーの行きつけの居酒屋「お多福」のオヤジ。本名は不明。お多福は一升庵以外の飲食店の中では登場頻度が高いため、登場回数も多い。頭髪のない頭に鉢巻をし、気風のよい言動で客からも人気があるようだが、客の好みを覚えるのは苦手らしく、珍品堂がタコ嫌いなのを忘れて茹でたタコを出すこともあった。
ナスターシャ・リーチ
イギリスの食器メーカー、ウィンザーウッド社のプロデューサー。年齢は30歳前後。祖母が日本人で（クォーター）、祖母より聞いていた日本に憧れていたが、その変貌振りに落胆するも、おせんの機転で立ち直った。その後開店した飲食店でのトラブルの解決におせんの知恵を借りている。
青木（あおき）
江崎の友人。メガネをかけ、口髭にアゴ髭、常にラフな服装で通している。江崎のことを「手取り5万（後に6万）の」と見下している様子あり。大手外食チェーンの店長を務める姉がいる。初登場時の名は「佐藤」だった。
坂本（さかもと）
江崎の友人。青木とは対照的に常にスーツを着ている。
良子（りょうこ）
江崎の元恋人。鰹のタタキが好物。嫉妬深く、構われないと怒り出すタイプで、メールする回数が減ったと江崎に文句を言った。のちに別の男性に言い寄られて江崎を捨てるが、その男性もおせんの美貌に見とれたため思いきり振り捨てた。
ハル
留吉がよく通うストリップ劇場と同じ経営者がやっている料亭の女板前。元々はキャバクラ嬢だったが、田舎訛りがきつい上、口下手なので余り客がつかず、哀れに思ったオーナーが自身の賄いをさせた所、抜群の腕を持っていることが分かり、上記の料亭で女将候補として鍛えられることになる。
その料理の腕は留吉やおせんが手放しで褒めるほど秀逸で、特に塩麹の扱いに長けている。
元キャバクラ嬢だっただけあって見目もよく、一目ぼれした留吉が店に足しげく通った上プロポーズしようとしたが、そこで婚約者がいたことが明かされ、告白する前に撃沈することとなった。
河村 㐂八（かわむら きはち）
直木賞を受賞したベストセラー作家。代表作は累計１０００万部を超える「シリーズ吉原をんな慕情」。
５年前に妻を亡くしてから創作意欲を失っていたがかつての親友である大和田主催の茶会でおせんと出会い、彼女に惚れ込む。

## 書誌情報
- きくち正太 『おせん』 講談社〈イブニングKC〉、全16巻
  1. 2000年8月21日初版発行、ISBN 4-06-328709-2
  2. 2001年3月21日初版発行、ISBN 4-06-328744-0
  3. 2001年12月21日初版発行、ISBN 4-06-352002-1
  4. 2002年6月19日初版発行、ISBN 4-06-352009-9
  5. 2002年12月18日初版発行、ISBN 4-06-352019-6
  6. 2003年6月23日初版発行、ISBN 4-06-352032-3
  7. 2003年12月20日初版発行、ISBN 4-06-352052-8
  8. 2004年6月23日初版発行、ISBN 4-06-352074-9
  9. 2005年2月23日初版発行、ISBN 4-06-352095-1
  10. 2005年8月23日初版発行、ISBN 4-06-352117-6
  11. 2006年3月23日初版発行、ISBN 4-06-352141-9
  12. 2006年10月23日初版発行、ISBN 4-06-352167-2
  13. 2007年6月22日初版発行、ISBN 978-4-06-352186-3
  14. 2007年10月23日初版発行、ISBN 978-4-06-352202-0
  15. 2008年3月21日初版発行、ISBN 978-4-06-352216-7
  16. 2009年3月23日初版発行、ISBN 978-4-06-352260-0
「萬屋先生道行恋の春絵巻よひわひな」全3話（『別冊モーニング』2004年2号、2005年4号、5号掲載）を併録
- きくち正太 『おせん 真っ当を受け継ぎ繋ぐ。』 講談社〈イブニングKC〉、全11巻
  1. 2009年11月20日初版発行、ISBN 978-4-06-352290-7
  2. 2010年5月21日初版発行、ISBN 978-4-06-352314-0
  3. 2010年11月22日初版発行、ISBN 978-4-06-352332-4
  4. 2011年6月23日初版発行、ISBN 978-4-06-352366-9
  5. 2012年2月23日初版発行、ISBN 978-4-06-352399-7
  6. 2012年7月23日初版発行、ISBN 978-4-06-352427-7
  7. 2012年12月21日初版発行、ISBN 978-4-06-352442-0
  8. 2013年7月23日初版発行、ISBN 978-4-06-352467-3
  9. 2013年12月20日初版発行、ISBN 978-4-06-352493-2
  10. 2014年5月23日初版発行、ISBN 978-4-06-354513-5
  11. 2014年7月23日初版発行、ISBN 978-4-06-354525-8

## テレビドラマ
日本テレビの「火曜ドラマ」枠にて、2008年4月22日から同年6月24日まで毎週火曜日の22:00 - 22:54（JST）に放送された。主演は、連続ドラマ初主演となった蒼井優。同時にこの番組枠では5作目にして初の女性単独主演となった。
原作者であるきくちは、このドラマを見た際「原作とのあまりの相違にショックを受けたために創作活動をおこなえない」として連載を突如告知なしで中断した。作者本人はこれについて、作品とは作者にとって子供のようなもので、その子供が嫁に行き、「幸せになれるものと思っていたら、それが実は身売りだった」と語っている。それに関係してか、最終話ではそれまでの「原作」表記ではなく「原案」表記に変わっている。

### キャスト

#### レギュラー出演
- 半田 仙：蒼井優
- 江崎 ヨシ夫：内博貴
- 藤城 清二：杉本哲太
- 竹田 留吉：向井理
- 鈴木 テル子：鈴木蘭々
- 久保田 冬子：工藤里紗
- 脇坂 玉子：森田彩華
- 長谷川 健太：奥村知史
- 林 隆史：宅間孝行
- 珍品堂さん：渡辺いっけい
- 浅井 シズ：余貴美子
- 半田 千代：由紀さおり
- 木下 秀雄：松方弘樹

#### ゲスト出演

##### 第壱話
- 桜井三千子（さくらい みちこ）：片桐はいり
- 美濃八豆腐さん（みのはちとうふ）：半海一晃（最終回）
- 司会者：山中秀樹

##### 第弐話
- 岡本信雄（おかもと のぶお）：岡田義徳
- 岡本の妻：佐藤仁美

##### 第参話
- タコ引きの竜（タコひきのりゅう）：西村雅彦

##### 第四話
- 台場建二（だいば けんじ）：大泉洋

##### 第伍話
- 丁子（ちょうこ）：もたいまさこ
- カンナ：佐田真由美
- 郷田武史（ごうだ たけし）：升毅
- 翼山小次郎：岡本光太郎
- ユリ：吉田里琴

##### 第六話
- 千堂保（せんどう たもつ）：小泉孝太郎
- 野口：仲本工事
- 大河原フミ：梅沢昌代
- 「ろくべえ」店長：小林すすむ
- カオリ：木下優樹菜

##### 第七話
- 大将：村松利史
- 百瀬ハル（ももせ ハル）：池津祥子

##### 第八話
- 牧野道夫（まきの みちお）：高木ブー
- 牧野ヒロシ（まきの ヒロシ）：平野靖幸
- 藤木克己（ふじき かつみ）：六角精児
- 西田：やべきょうすけ
- 東：ハンサム判治
- 北川：滝川健
- 南：指宿豪

##### 第九話
- 西岡保男：夏八木勲（最終回）
- ヤマジョウ 女将：李麗仙（最終回）
- エンプール海外事業部 部長：須永慶
- 乾物問屋「的場」大将：久保酎吉
- ちびおせん：須賀さくら
- 矢田守（やだ まもる）：加藤雅也（最終回）
- 金池社長：内藤剛志（最終回）

##### 最終回
- 矢田の母：寺田千穂
- 金池亮（かねいけ りょう）：小林廉

### スタッフ
- 原作：きくち正太「おせん」（講談社刊）
- 脚本：大石静、神ひとえ、高橋麻紀、白金カナ
- 音楽：菅野祐悟
- 主題歌：Micro「踊れ」
- エンディングテーマ：タッキー&翼「恋詩 -コイウタ-」
- プロデューサー：櫨山裕子、三上絵里子（日本テレビ）、内山雅博（オフィスクレッシェンド）
- 協力プロデューサー：山口雅俊（ヒント）
- 演出：南雲聖一、久保田充、茂山佳則
- 美術デザイン：門奈昌彦、高野雅裕
- 技術指導：舘野雄二朗
- 制作プロダクション：オフィスクレッシェンド
- 製作著作：日本テレビ

### 放送日程
| 各話                                                    | 放送日  | サブタイトル                           | 脚本              | 演出     | 視聴率 |
| ------------------------------------------------------- | ------- | -------------------------------------- | ----------------- | -------- | ------ |
| 第壱話                                                  | 4月22日 | 天然若女将（おかみ）VS電子レンジの女王 | 大石静            | 南雲聖一 | 10.3%  |
| 第弐話                                                  | 4月29日 | 女将（おかみ）バトル!! 地獄の味噌作り  | 神ひとえ          | 南雲聖一 | 8.7%   |
| 第参話                                                  | 5月06日 | 名物とろろ飯の秘密                     | 神ひとえ          | 久保田充 | 9.2%   |
| 第四話                                                  | 5月13日 | ヒミツのすき焼き大作戦                 | 高橋麻紀          | 茂山佳則 | 9.5%   |
| 第伍話                                                  | 5月20日 | 衝撃の手抜きデザート                   | 白金カナ          | 南雲聖一 | 9.0%   |
| 第六話                                                  | 5月27日 | 憧れのハンバーグデート!                | 高橋麻紀          | 久保田充 | 9.6%   |
| 第七話                                                  | 6月03日 | おせん、非情のリストラ                 | 高橋麻紀          | 南雲聖一 | 8.4%   |
| 第八話                                                  | 6月10日 | ごはんが炊けない! 一升庵エネルギー危機 | 高橋麻紀          | 茂山佳則 | 8.6%   |
| 第九話                                                  | 6月17日 | カツブシ王子の首飾り                   | 神ひとえ          | 南雲聖一 | 7.8%   |
| 最終回                                                  | 6月24日 | 女将廃業!? 最後のおもてなし            | 神ひとえ 高橋麻紀 | 南雲聖一 | 10.1%  |
| 平均視聴率9.1% 視聴率は関東地区・ビデオリサーチ社調べ。 |         |                                        |                   |          |        |

- 初回は22時 - 23時9分の15分拡大放送。

| 日本テレビ 火曜ドラマ                             | 日本テレビ 火曜ドラマ              | 日本テレビ 火曜ドラマ                             |
| 前番組                                            | 番組名                             | 次番組                                            |
| ------------------------------------------------- | ---------------------------------- | ------------------------------------------------- |
| 貧乏男子 ボンビーメン （2008年1月15日 - 3月11日） | おせん （2008年4月22日 - 6月24日） | 学校じゃ教えられない! （2008年7月15日 - 9月16日） |